# Lima
För andra betydelser, se Lima (olika betydelser).
Lima är huvudstad i Peru, tillika den största staden i landet. Staden, som motsvarar provinsen Lima, har 9 751 717 invånare. Provinsens 43 distrikt administreras som en samlad storstadskommun och har en gemensam borgmästare. Hela storstadsområdet, inklusive hamnstaden Callao, hade vid samma tidpunkt 11 283 787 invånare.
Lima är belägen i landets mellersta del på kustområdet mellan Stilla havet och Anderna vid floden Rímac. Den är landets administrativa och ekonomiska centrum samt största industristad (verkstads-, kemisk, textil- och livsmedelsproduktion m.m). Lima har också stor kulturell betydelse. Här finns Sydamerikas äldsta universitet (San Marcos från 1551), flera högskolor och förnämliga museisamlingar med bland annat guldsmedskonst, textilier och keramik från fornperuansk tid (inkatid och tidigare). Lima är knutpunkt för flyg- och vägtrafik. Pan-American Highway passerar staden.
Centrala Lima utnämndes till världsarv av Unesco 1991.

## Historia

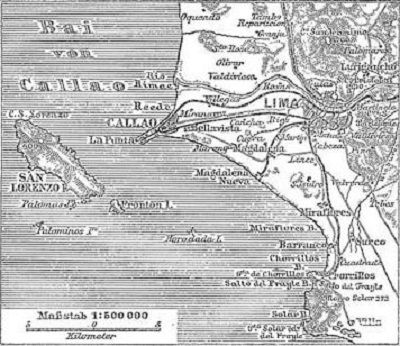
Historisk karta över Lima från 1888.

Lima grundades av conquistadoren Francisco Pizarro den 18 januari 1535 och fick sitt namn efter de tre vise männen: Ciudad de los Rreyes (svenska: Kungarnas stad) eller Los Reyes. Stadens läge avgjordes den 6 januari, vilket är Trettondedag jul och därför valdes detta namn syftande på de tre vise männen. Det kastilianska namnet på staden användes till en början men ersattes sedan med namnet "Lima" som är en förvanskning av namnet på floden Rímac som rinner genom staden (på quechua) - båda namnen förekom dock på kartor under en period.

### Självständighet

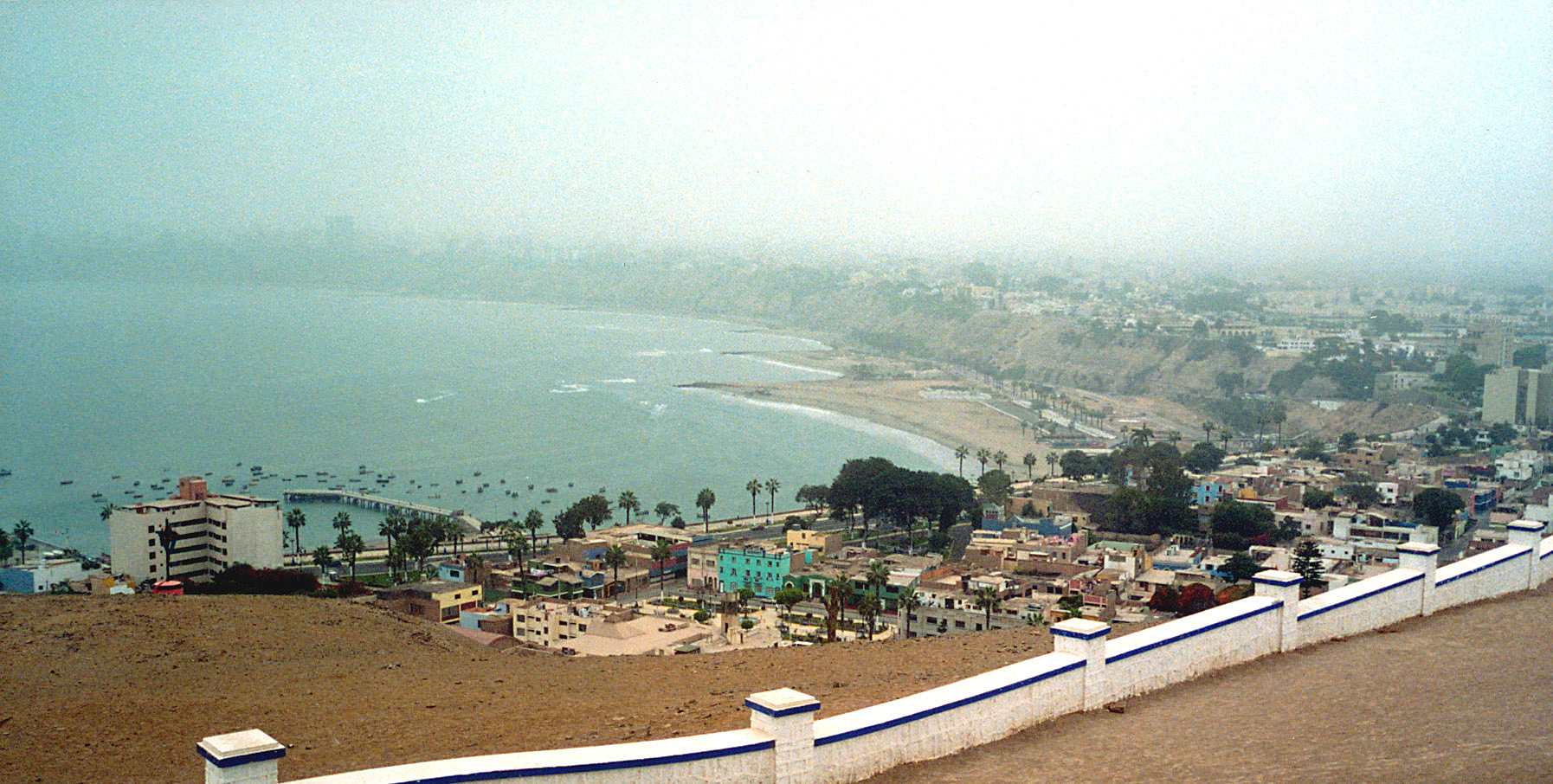
Utsikt från Morro Solar, Chorrillos.

I december 1820 besegrade en rebellarmé under ledning av revolutionsledaren José de San Martín de spanska styrkorna vid Slaget vid Pisco och Chincha och intog Lima. Den 28 juli 1821 utropade San Martín där officiellt Perus självständighet. Ett interimsstyre bildades och en konstitution fastlades den 8 oktober 1821. Kriget emot spanjorerna fortsatte dock, och ledningen för landet var oklar. Ett militärt uppror framtvingade tillsättningen av landets första president José de la Riva Agüero. 1861 hade staden omkring 100 000 invånare. I mitten av 1800-talet började industrialiseringen och 1851 invigdes Sydamerikas första järnvägslinje.
Under det så kallade salpeterkriget (1879–1883) besatte chilenska trupper staden och plundrade den. Mot slutet av 1800-talet fick staden genom uppbyggnaden av guanoindustrin rikedom och välstånd. 1876 passerade staden 100 000 invånare. Vid början av 1900-talet började staden åter växa, år 1908 uppgick befolkningen i staden till 140 900 invånare och 1931 uppgick antalet invånare till 273 000 invånare.
Tjugo år senare uppgick befolkningen redan till mer än en halv miljon. Även många immigranter hittade vägen till den peruanska kusten. Redan under kolonialtiden hade spanjorerna fört svarta slavar från Afrika och senare kom kineser som kontraktsarbetare i landet. På så sätt uppstod under årens lopp en multikulturell blandning, som på ett avgörande sätt bidrog till att en kosmopolitisk känsla utvecklades i staden.
Problemen med invandringen från landsbygden intensifierades under andra hälften av 1900-talet. En kraftig befolkningstillväxt, brister i infrastrukturen och naturkatastrofer förde ännu mer människor till huvudstaden, där de samlades i stora slumområden (Pueblos Jovenes). Gerillarörelsen Sendero Luminoso (Den lysande stigen) som verkade med början under 1980-talet förvärrade situationen.
Den 18 juni 1986 uppstod myteri med tagande av gisslan i fängelset i Lurigancho och både i kvinnoanstalten och fängelseön El Frontón i Callao av 370 förmodade anhängare till Sendero Luminoso. Myteriet stoppades av regeringen med vapenmakt, i mansfängelset överlevde bara en av gisslan, allt som allt dog minst 250 interner.
Den 17 december 1996 uppstod en gisslankris, då femton medlemmar i rörelsen Túpac Amaru stormade den japanska ambassadörens residens och tog ett antal kända personer som gisslan. De 22 april 1997 stormade armén residenset genom att via fyra tunnlar gräva sig in under byggnaden och sedan spränga sig in. Upplösningen blev blodig. Alla 14 gisslantagarna, en i gisslan och två soldater omkom, 71 personer i gisslan kunde befrias.
Under 1990-talet kom årligen 200 000 människor till Lima från landsbygden. Redan några årtionden tidigare hade den övre medelklassen flyttat ut från det överfulla stadscentret. De grundade nya stadsdelar som Miraflores och San Isidro, medan de rika flyttade till de nya områdena i La Molina i östra delen av Lima. I kvarteren däremellan lever medel- och underklassen, som ur sina tidigare baracker nu har byggt upp enkla men ordentliga bostadskvarter.

### Befolkningsutveckling

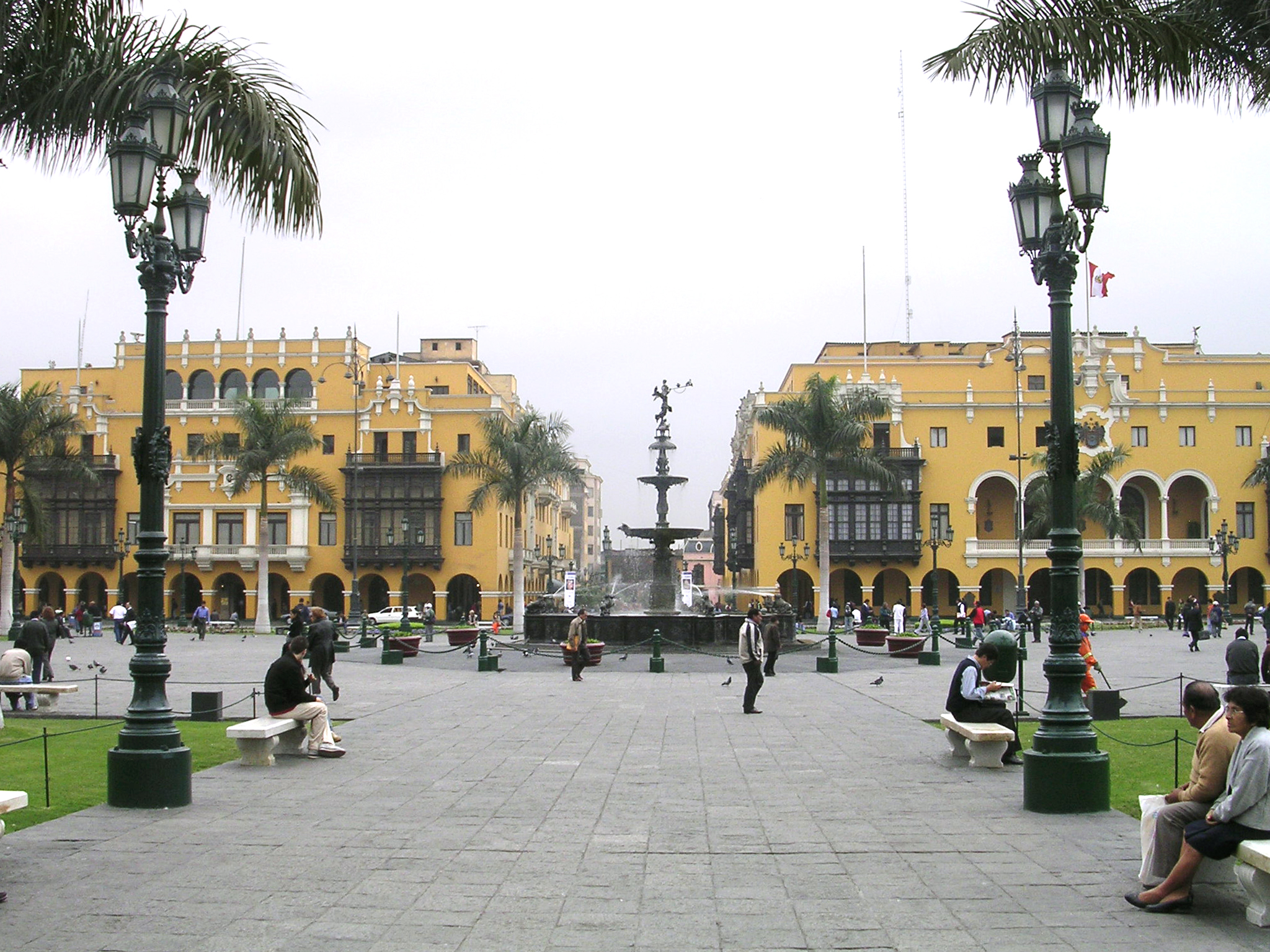
Plaza Mayor i Limas centrala, historiska delar.

Under det att den första bebyggelsen omfattade bara 117 huskvarter, bredde sig senare Lima ut huvudsakligen åt norr. 1562 byggs ett större stadsområde på andra sidan floden Rimac. Men det är först 1610 som den första stenbron invigs. Vid denna tid hade Lima cirka 16 000 invånare. 1861 överskred befolkningstalet 100 000. Fram till 1927 hade detta tal fördubblats. Den största delen av invandringen kom dock efter 1950-talet. I dag bor över åtta miljoner människor i Limas storstadsområde. Invandringen från landsbygden till Lima har främst skett till de så kallade "konerna": Cono este, Cono norte och Cono sur.
Fram till 1970-talet fördelade staden frikostigt borätter i utkanterna av staden och sörjde för de mest grundläggande infrastruktursatsningar. I takt med att staden växte blev de allt längre pendlingsavstånden med buss ett problem för periferins invånare, och stadsförvaltningen beslöt att Lima inte skulle växa längre utåt.
Limas storstadsområde, Lima Metropolitana, omfattar idag provinserna Lima och Callao. Området täcker en yta på 2 819 kvadratkilometer och hade 8 482 619 invånare vid den senaste folkräkningen, som genomfördes 2007. Detta gör en befolkningsdensitet på 3 009 invånare per kvadratkilometer. Av dessa bodde de allra flesta, 8 472 935 invånare, i den del som utgör det sammanhängande storstadsområdet, exklusive glesbefolkade områden inom de administrativa gränserna. Städerna Lima och Callao har sedan länge växt ihop och ofta räknar man samman dessa när man talar om själva staden Lima, även i officiell statistik. Området hade 645 172 invånare år 1940, 3 302 523 invånare år 1972 och 6 345 856 invånare år 1993.

## Klimat

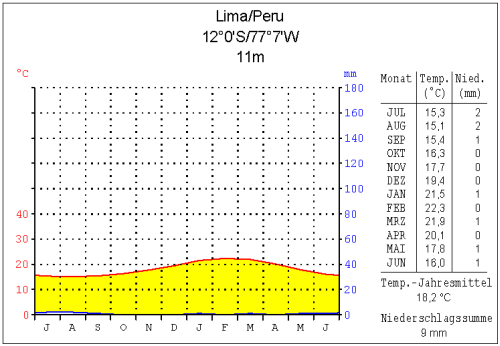
Tabell över klimatet i Lima.

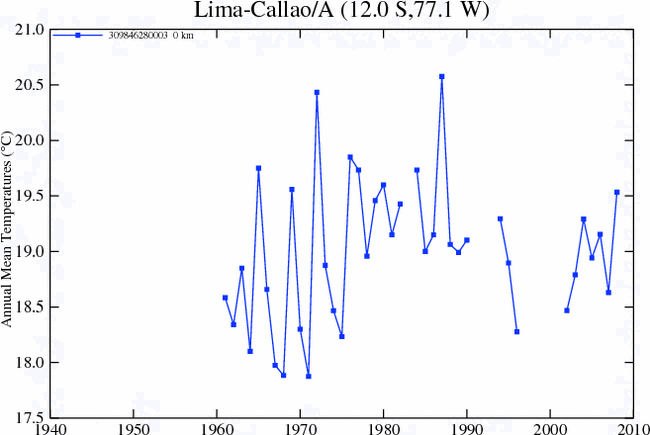
Dagsmedeltemperatur i El Callao, 1960-2009. NASA.

Klimatet i Lima är ganska märkligt. Bortsett från de höga nivåerna av luftfuktighet och en sparsam nederbörd förvånar klimatet genom sin avvikande karaktär, trots att staden är belägen i en tropisk zon på 12 grader sydlig latitud och nästan vid havsytans nivå. Perus centrala kust uppvisar en rad atypiska mikroklimat på grund av den ovanligt kalla och inflytelserika Humboldtströmmen som kommer från Antarktis. Dessutom påverkas Lima av närheten till Anderna och dess tropiska belägenhet, vilket ger staden ett subtropiskt klimat, med öken och fuktighet på en och samma gång.
Man kan säga att Lima har ett klimat utan överdriven hetta eller extrem kyla vilket gör att det inte krävs uppvärmning i hemmen, med undantag för enstaka vintrar. Årsmedeltemperaturen ligger mellan 18,5 och 19 °C med en högsta årlig sommartemperatur runt 29 °C. Somrarna, från december till april, har temperaturer som varierar mellan 28 och 21 °C. I havet utanför möts varma och kalla havsströmmar, vilket på vintern från juni till mitten av september ger ett konstant disigt väder med hög fuktighet och temperaturer mellan 19 och 12 °C och med en lägsta konstaterad vintertemperatur av 8 °C. Det regnar i praktiken aldrig men luftfuktigheten kan falla ut i form av något som liknar regn (lluvisna eller garúa). Mot slutet av året då sommaren inträder klarnar sikten och temperaturen december–februari ligger oftast på 20–25 grader. Lima har endast 1284 soltimmar om året, 28,6 timmar i juli och 179,1 timmar i januari, exceptionellt låga värden för latitud.
Månaderna under vår och höst (september, oktober och maj) är milda och uppvisar temperaturer mellan 23 och 17 °C.

## Ekonomi
Lima är industriellt och finansiellt centrum för Peru, och en av de viktigaste finansiella centren i Latinamerika. Idag är Lima platsen för många nationella företag. Lima svarar för mer än två tredjedelar av Perus industriella produktion.  och största delen av tjänsteföretag.
Metropolitan area, med omkring 7000 företag, är spjutspets i landets industriella utveckling, tack vare kvantitet och kvalitet på tillgänglig arbetskraft, billig infrastruktur och ett mestadels utvecklat väg- och motorvägsnät i staden. Produkterna inkluderar textilier, kläder och mat. Kemikalier, fisk, läder och oljederivat tillverkas också och produceras i Lima. Finansiella distriktet är beläget i San Isidro, medan mycket av den industriella aktiviteten äger rum på områden som sträcker sig väster om centrala Lima till flygplatsen i Callao. Lima har den största exportindustrin i Sydamerika, och är regional central för transportindustrin.
Industrialiseringen började i Lima på 1930- och 1950-talet, med anläggandet av ersättningsindustri för importvaror. Runt 1950 tillverkades upp till 14% av BNP. Under sent 1950-tal tillverkades upp till 70% av konsumtionsvaror i fabriker som var baserade i Lima.
Callao är en av Sydamerikas stora hamnar för fiske och handel, hamnen upptar mer än 47 ha och från hamnen skeppades 2007 cirka 20,7 miljoner ton. De viktigaste exportvarorna som lämnar landet genom Callao är olja, stål, silver, zink, bomull, socker och kaffe.
2003 genererades 53% av Perus bruttonationalprodukt i Lima.
De flesta utländska företag som driver verksamhet i landet har sina huvudkontor i Lima.
2007 hade den peruanska ekonomin en tillväxttakt på 9%, den största tillväxten i Sydamerika, och som leddes av en ekonomisk politik som hade skapats i Lima. Börsen i Lima växte 185,24% 2006 och 2007 med 168,3%, vilket gjorde den till en av de snabbaste växande aktiebörserna i världen. 2006 var Limabörsen den mest vinstgivande i världen Arbetslösheten i metropolitanarean är 7,2%.
Lima är säte för huvudkontoren för större banker som Banco de Crédito del Perú, Interbank, Peruanska nationalbanken, Banco Continental, MiBanco, Banco Interamericano de Finanzas, Banco Finaciero, Banco de Comercio, and Credit Scotia. Lima är regionalt huvudkontor för Standard Chartered. Försäkringsbolag baserade i Lima inkluderar Rimac Seguros, Mapfre Peru, Interseguro, Pacifico, Protecta, and La Positiva.

## Stadsbilden

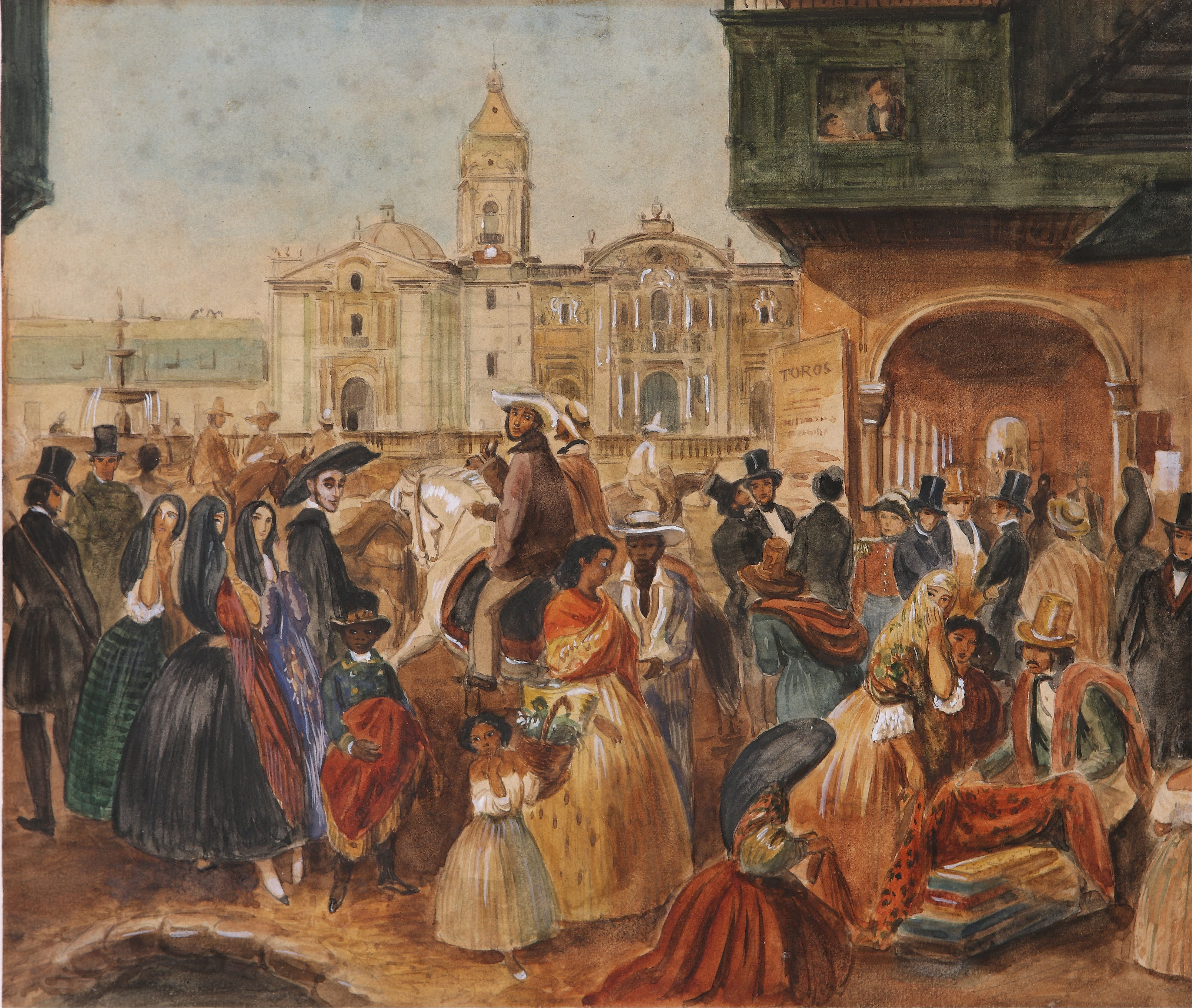
Limas stora torg, c. 1843

Limas arkitektur karakteriseras av en blandning av stilar. Exempel på tidig kolonial arkitektur är San Francisco de Asis, Limas Catedral de Lima och Palacio de Torre Tagle. I allmänhet är dessa byggnader influerade av spansk barock, spansk nyklassicism, och spansk kolonialarkitektur. Efter självständigheten blev det en gradvis skiftning mot nyklassicism och Art Nouveau. Många av dessa byggnader var i hög grad influerade av fransk arkitektur. Många regeringsbyggnader lika väl som större kulturella institutioner byggdes under denna period. Under 1960-talet började byggnader dyka upp i brutalism, med anledning av det militära styret under Juan Velasco Alvarado. Exempel på denna arkitektur innefattar Museo de la Nación och försvarsministeriet. Under 2000-talet har skyskrapor uppförts i glas, särskilt kring stadens finansiella delar.

## Sevärdheter
- Plaza Mayor
- Catedral de Lima
- Palacio de Gobierno
- Hus från kolonialtiden
- Puente de Piedra
- San Francisco de Asis
- La Merced
- Convento de Santo Domingo
- San Agustin
- Monasterio de Santa Rosa de Lima
- Pachacamac
- Centrala Lima
- Miraflores
- San Isidro
- Barranco
- Costa Verde

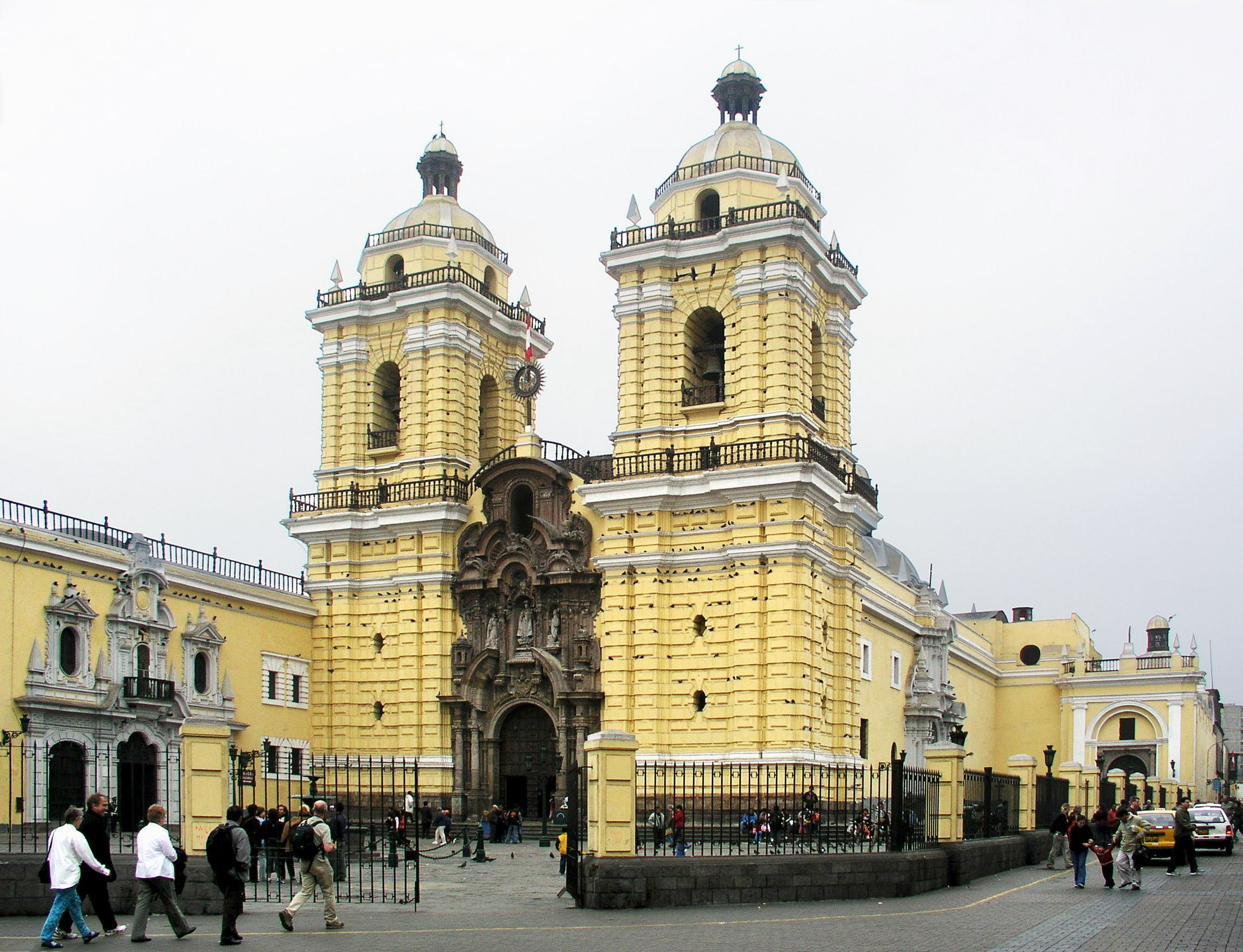
San Francisco de Asis, kyrka och kloster i centrala delen av Lima.

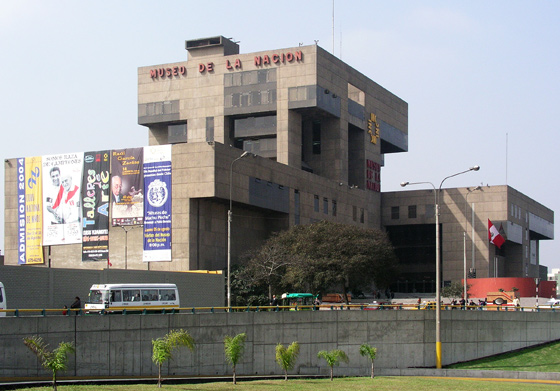
Nationalmuseet, "Museo de la Nación", vars byggnad ursprungligen uppfördes för Fiskeriministeriet.

- Universidad Nacional Mayor de San Marcos (universitet grundat 1551 och därmed Amerikas äldsta)

### Museer
- Museo de la Nacion
- Museo Nacional de Arqueología, Antropología e Historía
- Museo de Oro
- Museo Arqueológico Rafael Larco Herrera
- Museo Pedro de Osma
- Museo de Arte

## Callao
I hamnstaden Callao ligger både en stor hamn och Limas flygplats.
- Flottans museum (Museo Naval)
- Fortaleza Del Real Felipe
- Hamnen i Callao
- La Punta

## Personer från Lima
- Francisco Pizzaro
- Rosa av Lima
- Martin de Porres
- Ricardo Palma

## Kommunikationer
- Jorge Chavéz internationella flygplats
- Hamnen i Callao
- Panamerikanska landsvägen